# فندق المنصور
فندق المنصور من أوائل فنادق العاصمة العراقية بغداد، يقع على ضفاف نهر دجلة، بالقرب من جسر السنك. أُنشئ في سبعينيات القرن العشرين، وجرى افتتاحه في بداية عام 1980. كان يعُرف باسم المنصور ميليا.

## عنه
سُمي الفندقُ نسبة إلى أبي جعفر المنصور، مؤسس بغداد العاصمة العباسية. ويقع الفندق على الضفة الغربية من نهر دجلة مباشرة، في منطقة الكرخ تحديدًا، وبالقرب من جسر السنك، ومقابل بنايتي الإذاعة والتلفزيون والسينما والمسرح، وبسبب شكله المعماري، أتيح لكل الغرف والأجنحة أن تطل على النهر، وقد أخذ طرازه المعماري شكل سفينة مقدمتها تتجه إلى النهر ومؤخرتها نحو حي الصالحية.
مُنِحت إدارة الفندق في بداياتهِ لشركة ميليا الإسبانية (بالإسبانية: Sol Meliá)‏، وبسبب ذلك عُرِف باسم المنصور ميليا، وهو من أوائل الفنادق الكُبرى في العاصمة العراقية بغداد، وذلك قبل أن تُبنى الفنادق الأخرى مثل: فندق بابل في الكرادة، وفندق الرشيد في الكرخ، وفندق عشتار (الشيراتون سابقًا) وفندق فلسطين (ميريديان سابقًا) في الرصافة وما سواها من الفنادق، وقد تحول هذا الفندق إلى مركز لإقامة النشاطات الاجتماعية والثقافية، وصولًا إلى النشاطات السياسية، حيث كان أحد المقرات الرسمية لاستقبال الوفود التي تزور العراق، وشهد انعقاد مؤتمراتٍ سياسية وثقافية، أبرزها دورات مهرجان المربد الشعري.

## المساحة
يحتوي الفندق على 17 طابقًا، مساحة كل طابق 2400م2، باستثناء طابقين للاستعلامات والخدمات فكانا بمساحة 6000م2. وقاعة اجتماعات حديثة تتسع لـ 800 شخص. وثلاث مسابح صيفية دائرية بأطوال محتفلة (11م و 15م و 30م). وكازينوهات متعددة ومساحة الواحد منها 1200م2. وساحة وقوف تستوعب 3000 سيارة.

## أحداث
تعرض الفندق لسلسلة تفجيرات خلال الحرب العراقية الإيرانية، حيث جرى استهدافه بصواريخ لثلاث مرات، جعلته يغلق أبوابه في كل مرة مؤقتًا بينما يُعاد إصلاح الأجزاء المتضررة منه. ثم تعرّض لقصف صاروخي خلال حرب عمليات عاصفة الصحراء في عام 1991، لكن الضربة التي وُصِفت بالقاسية جاءت خلال الغزو الأمريكي للعراق في عام 2003، إذ تعرّض لقصف أمريكي مباشر، إضافة إلى هجوم من مجهولين، قاموا بإحراقهِ بعد أن نهبوا محتوياته.
وفي 25 يونيو 2007، شهد الفندق هجومًا انتحاريًا أدى لمقتل 12 شخصًا وجرح العشرات.